# Digonocryptus cressonii
Digonocryptus cressonii là một loài tò vò trong họ Ichneumonidae.